# Finnische Rugby-Union-Nationalmannschaft
Die finnische Rugby-Union-Nationalmannschaft der Männer repräsentiert Finnland im Rugby. Finnland ist im dritten Rang der IRB und in deren Weltrangliste auf einem der hintersten Plätze. Finnland spielte noch nie bei einer Weltmeisterschaft, aber nahm an Qualifikationen teil. 

## Geschichte
Das erste Länderspiel trug Finnland 1982 gegen die Schweiz aus. Die Schweiz gewann mit 60:0. Nach einer 4:24-Niederlage gegen Norwegen verlor die Männer-Mannschaft in den späten 1980er- und frühen 1990er-Jahren regelmäßig hoch. Den ersten Sieg konnten die Finnen 1991 gegen Norwegen mit 18:3 feiern. 
Finnland versuchte sich für die Weltmeisterschaft 2007 in Frankreich zu qualifizieren, schied aber gegen Bulgarien nach einem 3:42 in Helsinki und einem 3:50 in Sofia bereits in der Vorqualifikation aus. Im Rahmen der Qualifikation zur Weltmeisterschaft 2011 wurden die Finnen siegloser Gruppenletzter ihrer Gruppe in der ersten Qualifikationsrunde. In der Qualifikation zur Weltmeisterschaft 2015 kamen sie erneut nicht über den letzten Gruppenplatz in der ersten Qualifikationsrunde hinaus, konnten aber ihr erstes Qualifikationsspiel überhaupt gewinnen. Sie siegten im Gruppenspiel auswärts in Athen mit 13:11 gegen Griechenland.
Insgesamt gewann die finnische Männer-Rugby-Union-Nationalmannschaft bislang 10 Länderspiele, verlor 38 und erreichte gegen Bosnien und Herzegowina mit 3:3 ein Unentschieden. Ihren höchsten Sieg erreichte sie 2010 mit 55:5 gegen Estland, die höchste Niederlage wurde 1987 mit 0:100 gegen Dänemark im schwedischen Eskilstuna erlitten.
Das Team spielt in der Division 2D des European Nations Cup.

## Belege
1. ↑  Finnland in der Rugby-Datenbank (Memento des Originals vom 21. November 2015 im Internet Archive)  Info: Der Archivlink wurde automatisch eingesetzt und noch nicht geprüft. Bitte prüfe Original- und Archivlink gemäß Anleitung und entferne dann diesen Hinweis.

1. Stärkeklasse (Tier 1)

Argentinien |
Australien |
England |
Frankreich |
Irland |
Italien |
Japan |
Neuseeland |
Schottland |
Südafrika |
Wales
2. Stärkeklasse (Tier 2)

Fidschi |
Georgien |
Kanada |
Namibia |
Portugal |
Rumänien |
Russland |
Samoa |
Spanien |
Tonga |
Vereinigte Staaten |
Uruguay
3. Stärkeklasse (Tier 3 – Development One)

Belgien |
Brasilien |
Chile |
Deutschland |
Hongkong |
Elfenbeinküste |
Kenia |
Simbabwe |
Südkorea
4. Stärkeklasse (Tier 3 – Development Two)

Afghanistan |
Algerien |
Amerikanisch-Samoa |
Andorra |
Armenien |
Aserbaidschan |
Bahamas |
Barbados |
Benin |
Bermuda |
Bosnien und Herzegowina |
Botswana |
Britische Jungferninseln |
Brunei |
Bulgarien |
Burundi |
China |
Cookinseln |
Costa Rica |
Dänemark |
Eswatini |
Finnland |
Ghana |
Griechenland |
Gudadeloupe |
Guam |
Guyana |
Indien |
Indonesien |
Iran |
Israel |
Jamaika |
Kaimaninseln |
Kambodscha |
Kamerun |
Kasachstan |
Kirgisistan |
Kolumbien |
Rep. Kongo |
Kroatien |
Laos |
Lettland |
Litauen |
Luxemburg |
Madagaskar |
Malaysia |
Mali |
Malta |
Marokko |
Martinique |
Mauretanien |
Mauritius |
Mayotte |
Mexiko |
Moldau |
Monaco |
Mongolei |
Neukaledonien |
Niederlande |
Nigeria |
Niue |
Norwegen |
Österreich |
Pakistan |
Panama |
Papua-Neuguinea |
Paraguay |
Peru |
Philippinen |
Polen |
Réunion |
Ruanda |
Salomonen |
Sambia |
Schweden |
Schweiz |
Senegal |
Serbien |
Singapur |
Slowenien |
Sri Lanka |
St. Lucia |
St. Vincent und die Grenadinen |
Tahiti |
Taiwan |
Tansania |
Thailand |
Togo |
Trinidad und Tobago |
Tschechien |
Tunesien |
Turkmenistan |
Uganda |
Ukraine |
Ungarn |
Usbekistan |
Vanuatu |
Venezuela |
Wallis und Futuna |
Zypern
Nicht mit World Rugby verbunden:

Ägypten |
Algerien |
Baskenland |
Benin |
Burkina Faso |
Curaçao |
Dominikanische Republik |
Ecuador |
El Salvador |
Estland |
Gabun |
Galizien |
Gibraltar |
Guatemala |
Jordanien |
Katalonien |
Katar |
Demokratische Republik Kongo |
Republik Kongo |
Libanon |
Libyen |
Macao |
Montenegro |
Niger |
San Marino |
Slowakei |
St. Kitts und Nevis |
Tschad |
Türkei |
Turks- und Caicosinseln |
Tuvalu |
Zentralafrika
Sonstige Mannschaften

African Leopards |
British and Irish Lions |
Junior All Blacks |
Māori All Blacks |
Pacific Islanders |
Sudamérica XV
Aufgelöste Mannschaften

Arabien |
DDR |
Jugoslawien |
Sowjetunion |
Ostafrika |
Tschechoslowakei